# バーラト・ブーシャン
バーラト・ブーシャン（Bharat Bhushan、1920年6月14日 - 1992年1月27日）は、インドのヒンディー語映画で活動した俳優、脚本家、映画プロデューサー。

## 生涯
1920年6月14日にメーラトに暮らすヴァイシャの家庭に生まれ、「バーラトブーシャン・グプタ（Bharatbhushan Gupta）」と名付けられた。父ラーイバハードゥル・モーティラールは植民地政庁の弁護士として働いていた。2歳の時に母と死別し、兄ラメーシュチャンドラ・グプタと共に祖父が暮らすアリーガルに移住した後、同地のダラム・サマジ・カレッジを卒業した。卒業後、兄弟は父の反対を押し切り映画業界の道に進み、ラメーシュチャンドラは映画プロデューサーとなってラクナウに映画スタジオを設立し、バーラト・ブーシャンはカルカッタで活動した後にボンベイに活動拠点を移した。1941年にキダール・シャルマの『Chitralekha』で俳優デビューするが、その後は不遇の期間が続き、1952年に出演した『Baiju Bawra』で人気俳優の地位を確立した。1950年代から1960年代にかけて活躍し、悲劇の音楽家の役を多く演じた。代表作には『Basant Bahar』があり、『Gateway of India』『Phagun』『Barsaat Ki Raat』ではマドゥバーラーとの共演が人気を集めた。
彼は故郷メーラトのザミーンダールであるラーイバハードゥル・ブッダ・プラカーシュの娘サルラと結婚し、2女（アヌラーダー、アパラジータ）をもうけた。サルラは『Barsaat Ki Raat』が公開されて間もなく、次女アパラジータを出産直後に死去している。1967年に『Barsaat Ki Raat』で共演した女優ラトナーと再婚し、彼女は多くの映画でバーラト・ブーシャンの友人役や妹役を演じており、このほかに『高慢と偏見』の翻案作品『Trishna』などのテレビドラマにも出演している。アパラジータは女優として50本以上の映画やテレビドラマに出演し、代表作にはラーマチャンド・サーガルの『Ramayan』がある。
兄に誘われて共同プロデューサーとして映画製作にも携わったが数本を除いて成功作には恵まれず、資金難に陥ったためにコレクション品だった大量の書籍や自動車、バンガローを手放すことになったという。この時に手放したバーンドラのバンガローは「アーシルワード・バンガロー」の名称で知られており、ラージェーンドラ・クマールに売却された後、ラージェーシュ・カンナーの所有物となった。彼は資産を売却して負債を返済した後、1992年1月27日に死去した。

## フィルモグラフィー
| - Chitralekha（1941年） - Bhakta Kabir（1942年） - Bhaichara（1943年） - Sawan（1945年） - Suhaag Raat（1948年） - Rangila Rajasthan（1949年） - Udhaar（1949年） - Thes（1949年） - Aankhen（1950年） - Bhai Bahen（1950年） - Janmashtami（1950年） - Kisi Ki Yaad（1950年） - Ram Darshan（1950年） - Hamari Shaan（1951年） - Saagar（1951年） - Baiju Bawra（1952年） - Maa（1952年） - Anand Math（1952年） - Paheli Shaadi（1953年） - Daana Paani（1953年） - Farmaish（1953年） - Ladki（1953年） - Shuk Rambha（1953年） - Shabaab（1954年） - Meenar（1954年） - Pooja（1954年） - Shri Chaitanya Mahaprabhu（1954年） - Kavi（1954年） - Dhoop Chhaon（1954年） - Aurat Teri Yehi Kahani（1954年） - Mirza Ghalib（1954年） - Amanat（1955年） - Basant Bahar（1956年） - Sakshi Gopal（1957年） - Mera Saalam（1957年） | - Champakali（1957年） - Gateway of India（1957年） - Rani Rupmati（1957年） - Samrat Chandragupt（1958年） - Phagun（1958年） - Sohni Mahiwal（1958年） - Kal Hamara Hai（1959年） - Kavi Kalidas（1959年） - Sawan（1959年） - Chand Mere Aaja（1960年） - Ghunghat（1960年） - Angulimaal（1960年） - Barsaat Ki Raat（1960年） - Gyara Hazar Ladkian（1962年） - Sangeet Samrat Tansen（1962年） - Jahan Ara（1964年） - Dooj Ka Chand（1964年） - Naya Kanoon（1965年） - Taqdeer（1967年） - Pyar Ka Mausam（1969年） - Vishwas（1969年） - Gomti Ke Kinare（1972年） - Kahani Kismat Ki（1973年） - Ranga Khush（1975年） - Solah Shukrawar（1977年） - Hira Aur Patthar（1977年） - Khoon Pasina（1977年） - Jai Dwarkadheesh（1977年） - Nawab Sahib（1978年） - Ganga Sagar（1978年） - Unees-Bees（1980年） - Khara Khota（1981年） - Yaarana（1981年） - Commander（1981年） - 踊り子（1981年） | - Adi Shankaracharya（1983年） - Nastik（1983年） - Justice Chaudhury（1983年） - Hero（1983年） - Ek Baar Chale Aao（1983年） - Zakhmi Sher（1984年） - Sharaabi（1984年） - Shravan Kumar（1984年） - Phaansi Ke Baad（1985年） - Mera Saathi（1985年） - Rehguzar（1985年） - Mera Dharam（1986年） - Kala Dhanda Goray Log（1986年） - Ghar Sansar（1986年） - Paise Ke Peechhey（1986年） - Himmat Aur Mehanat（1987年） - Ramayan（1987年） - Pyaar Ka Mandir（1988年） - Sone Pe Suhaaga（1988年） - Maalamaal（1988年） - Jai Karoli Maa（1988年） - Abhi To Main Jawan Hoon（1989年） - Chandni（1989年） - Ilaaka（1989年） - Gharana（1989年） - Toofan（1989年） - Jaadugar（1989年） - Baap Numbri Beta Dus Numbri（1990年） - Majboor（1990年） - Sheshnaag（1990年） - Baaghi（1990年） - Pyar Ka Devta（1991年） - Karz Chukana Hai（1991年） - Irada（1991年） - Prem Qaidi（1991年） - Swarg Yahan Narak Yahan（1991年） - Sau Crore（1991年） - Humshakal（1992年）※死後に公開 - Aakhri Chetawani（1993年）※死後に公開 |

## 受賞歴
| 年               | 部門             | 作品                          | 結果             | 出典             |
| フィルムフェア賞 | フィルムフェア賞 | フィルムフェア賞              | フィルムフェア賞 | フィルムフェア賞 |
| ---------------- | ---------------- | ----------------------------- | ---------------- | ---------------- |
| 1955年           | 主演男優賞       | 『Shri Chaitanya Mahaprabhu』 | 受賞             | [ 7 ] [ 8 ]      |
| 1956年           | 主演男優賞       | 『Mirza Ghalib』              | ノミネート       | [ 7 ] [ 8 ]      |